# 加季河 (斯盧奇河支流)
加季河（烏克蘭語：Гать），是烏克蘭的河流，位於該國北部，屬於斯盧奇河的支流，流經日托米爾州，河道全長24公里，發源自謝爾比，河水來自融雪、雨水和地下水。